# Предео изузетних одлика Планина Јелица
Предео изузетних одлика Планина Јелица је заштићено подручје на територији Чачка, Краљева и општине Лучани.

## Историјат
Завод за заштиту природе Србије доставио је 30. децембра 2022. године Студију заштите Предела изузетних одлика „Планина Јелица” Министарству заштите животне средине Републике Србије, као надлежном органу, који је на основу Закона о заштити природе покренуо поступак покретања заштите природног подручја друге категорије.

## Простор
Предео изузетних одлика Планина Јелица се налази у западној Србији, јужно од Чачка и североисточно од Гуче. Према административној подели припада територијама градова Чачак и Краљево и општине Лучани.
Планина Јелица представља природну границу између Драгачева и чачанске котлине, у северозападном делу прелази у Овчар планину, а у југоисточном се надовезује на подручје Пекчанице. Захваљујући свом релативно изолованом положају спада у зоне очуване природе и специфичан је склоп биолошке, геолошке и предеоне разноврсности и културно–историјског наслеђа.
Укупна површина Предела изузетних одлика Планина Јелица износи 6196,24 ha. Према структури површина катастарских општина по власништву површине у заштићеном подручју су, према подацима Републичког геодетског завода, 43,88% у државном, 44,99% у приватном, 2,25% у јавном и 0,50% у црквеном власништву, а 8,38% у другим облицима својине.
Заштићеном подручју посебну вредност дају заштићена непокретна културна добра – споменик културе Манастир Стјеник, споменик културе од великог значаја Црква Светог Николе у Јежевици, Археолошко налазиште Градина и археолошки локалитети.

## Категорија заштићеног подручја
На подручју Предела изузетних одлика Планина Јелица установљавају се режими заштите првог, другог и трећег степена. Према Правилнику о критеријумима вредновања и поступку категоризације заштићених подручја сврстава се у другу категорију регионалног великог значаја.

## Биљни свет
Предео изузетних одлика Планина Јелица у флористичком саставу садржи 630 врста од којих сто једна има национални и међународни значај, шест се налази у категорији строго заштићених врста, док је заштићених шездесет и пет. Из категорије заштићених врста, укупно четрдесет и три се налазе на Уредби о стављању под контролу коришћења и промета дивље флоре и фауне.
Утврђено је присуство шеснаест врста из фамилије орхидеја, од којих су две строго заштићене врсте кадивка и барска папрат, које се налазе на Другој прелиминарној црвеној листи одабраних група биљака, бескичмењака, кичмењака и гљива Србије. На овом простору су присутне још тридесет и две реликтне и седам ендемичних врста.
У шумама је присутно око шездесет дрвенастих и жбунастих врста дрвећа, а од укупно тридесет и осам које су наведене у списку TBFRA четрнаест врста је заступљено као реликтне, ретке и ендемичне.

## Животињски свет
У границама заштићеног подручја Предео изузетних одлика Планина Јелица, само у појединачним водотоцима, евидентирана је само једна врста рибе – поточна мрена која представља врсту од националног и међународног значаја. Од осталих акватичних организама издваја се присуство поточног рака, врсте декаподног рака која има статус строго заштићене дивље врсте на националном нивоу, а и од међународног је значаја.
Забележено је присуство девет врста водоземаца и девет врста гмизаваца од укупног броја врста који живе у Србији. Од евидентираних осамнаест врста, дванаест су строго заштићене, док су три заштићене дивље врсте. На подручју планине Јелице најбројнији представници водоземаца су даждевњаци и грчке жабе, нађени на скоро свим водотоковима и другим воденим стаништима.
Од представника фауне инсеката на планини Јелици евидентирано је четрдесет и девет врста инсеката из редова правокрилаца, лептира и тврдокрилаца од којих су три строго заштићене и једна заштићена дивља врста које истовремено имају међународни значај.
На подручју планине Јелице забележено је укупно сто врста птица. Нajвећи деo евидентираних, њих шездесет и девет, имају статус гнездарица, док се за укупно девет сумња. Нajвећи брoj врста птица на овом подручју je стрoго заштићено и има национални значај, а евидентирано је осамнаест врста са међународним значајем.
Заштићено подручје стално или повремено настањује око четрдесет врста сисара, што је мање од половине врста до сада регистрованих у Србији. Од карактеристичних степских врста јављају се пољска волухарица, зец и ласица.